# تیم ملی فوتبال زیر ۲۳ سال اردن
تیم ملی فوتبال زیر ۲۳ سال اردن (انگلیسی: Jordan national under-23 football team) نماینده اردن در بازی‌های المپیک و بازی‌های آسیایی است.